# Serralunga di Crea
Serralunga di Crea (Seralonga 'd Crea in piemontese) è un comune italiano di 508 abitanti della provincia di Alessandria, in Piemonte. Nel territorio del comune si trova il Sacro Monte di Crea.

## Storia

### Simboli
Le due torri presenti sullo stemma del Comune si rifanno al vecchio castello sito un tempo sul Bric Castelvelli e ora ridotto a pochi resti.

## Monumenti e luoghi d'interesse
Come molti altri paesi del Monferrato è ancora facilmente distinguibile il perimetro del ricetto murato che comprende una superficie ridotta rispetto a quella dell'attuale agglomerato. 
- Sacro Monte di Crea (Patrimonio Mondiale dell'UNESCO)
- Parco naturale del Sacro Monte di Crea
- Chiesa Parrocchiale di San Sebastiano

## Società

### Evoluzione demografica
Negli ultimi cento anni, a partire dal 1921, si è verificato un dimezzamento della popolazione residente.
Abitanti censiti

## Amministrazione
Di seguito è presentata una tabella relativa alle amministrazioni che si sono succedute in questo comune.
| Periodo        | Periodo         | Primo cittadino    | Partito                          | Carica  | Note  |
| -------------- | --------------- | ------------------ | -------------------------------- | ------- | ----- |
| 13 giugno 1985 | 24 maggio 1990  | Attilio Godino     | lista civica                     | Sindaco | [ 5 ] |
| 24 maggio 1990 | 28 gennaio 1993 | Attilio Godino     | lista civica                     | Sindaco | [ 5 ] |
| 25 marzo 1993  | 24 aprile 1995  | Giancarlo Mazzucco | Partito Liberale Italiano        | Sindaco | [ 5 ] |
| 24 aprile 1995 | 14 giugno 1999  | Giancarlo Mazzucco | centro                           | Sindaco | [ 5 ] |
| 14 giugno 1999 | 14 giugno 2004  | Giuseppe Godino    | lista civica                     | Sindaco | [ 5 ] |
| 14 giugno 2004 | 8 giugno 2009   | Giuseppe Godino    | lista civica                     | Sindaco | [ 5 ] |
| 8 giugno 2009  | 26 maggio 2014  | Giancarlo Berto    | lista civica                     | Sindaco | [ 5 ] |
| 26 maggio 2014 | 26 maggio 2019  | Giancarlo Berto    | lista civica: proseguire insieme | Sindaco | [ 5 ] |
| 26 maggio 2019 | 9 giugno 2024   | Giancarlo Berto    | lista civica: proseguire insieme | Sindaco | [ 5 ] |
| 9 giugno 2024  | in carica       | Giancarlo Berto    | lista civica: proseguire insieme | Sindaco | [ 5 ] |

## Infrastrutture e trasporti
La fermata di Serralunga-Cereseto è posta lungo la ferrovia Castagnole-Asti-Mortara, il cui traffico è sospeso dal 2012.

## Galleria d'immagini

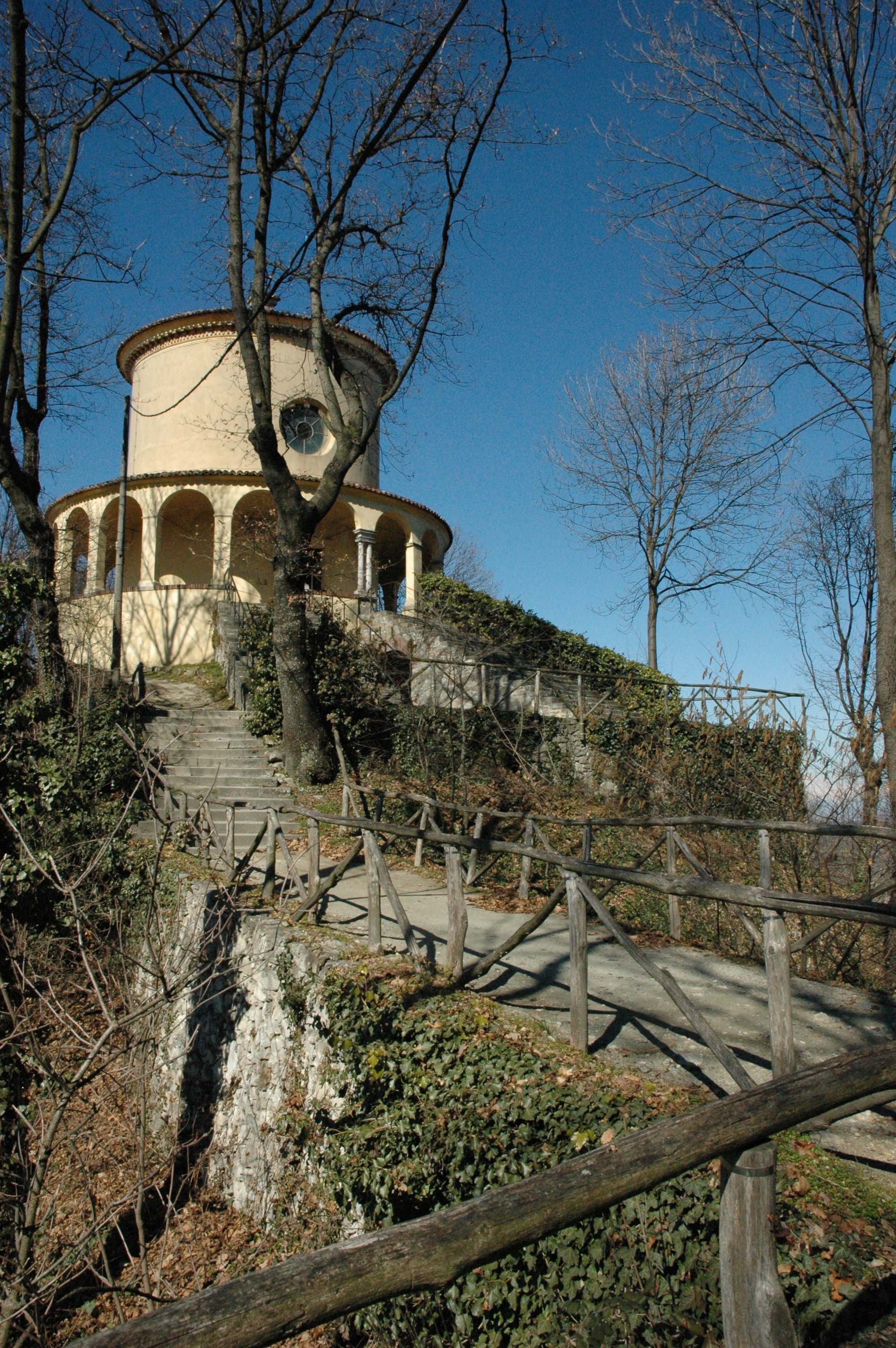
Sacro Monte di Crea Cappella del Paradiso
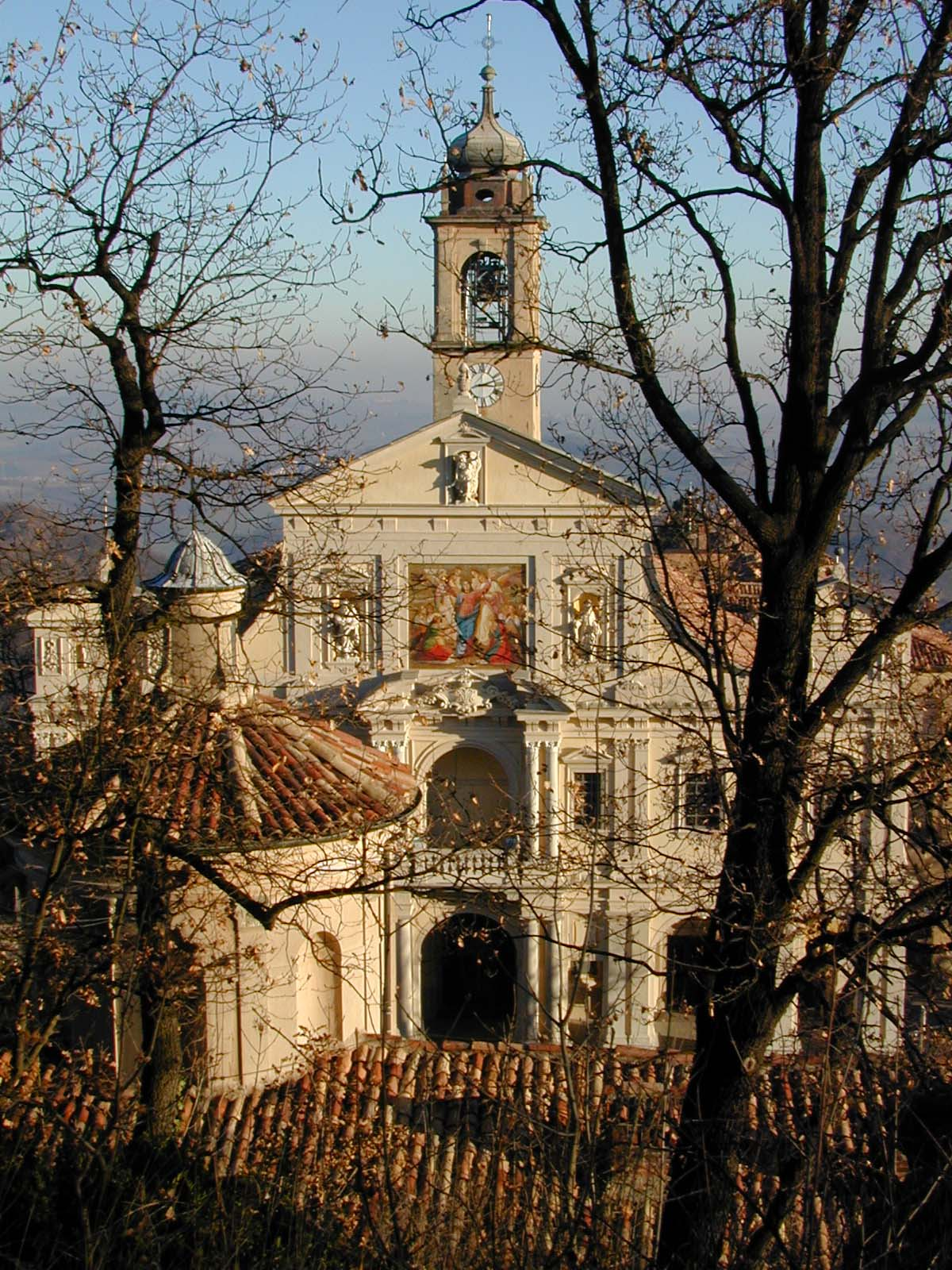
Sacro Monte di Crea Santuario
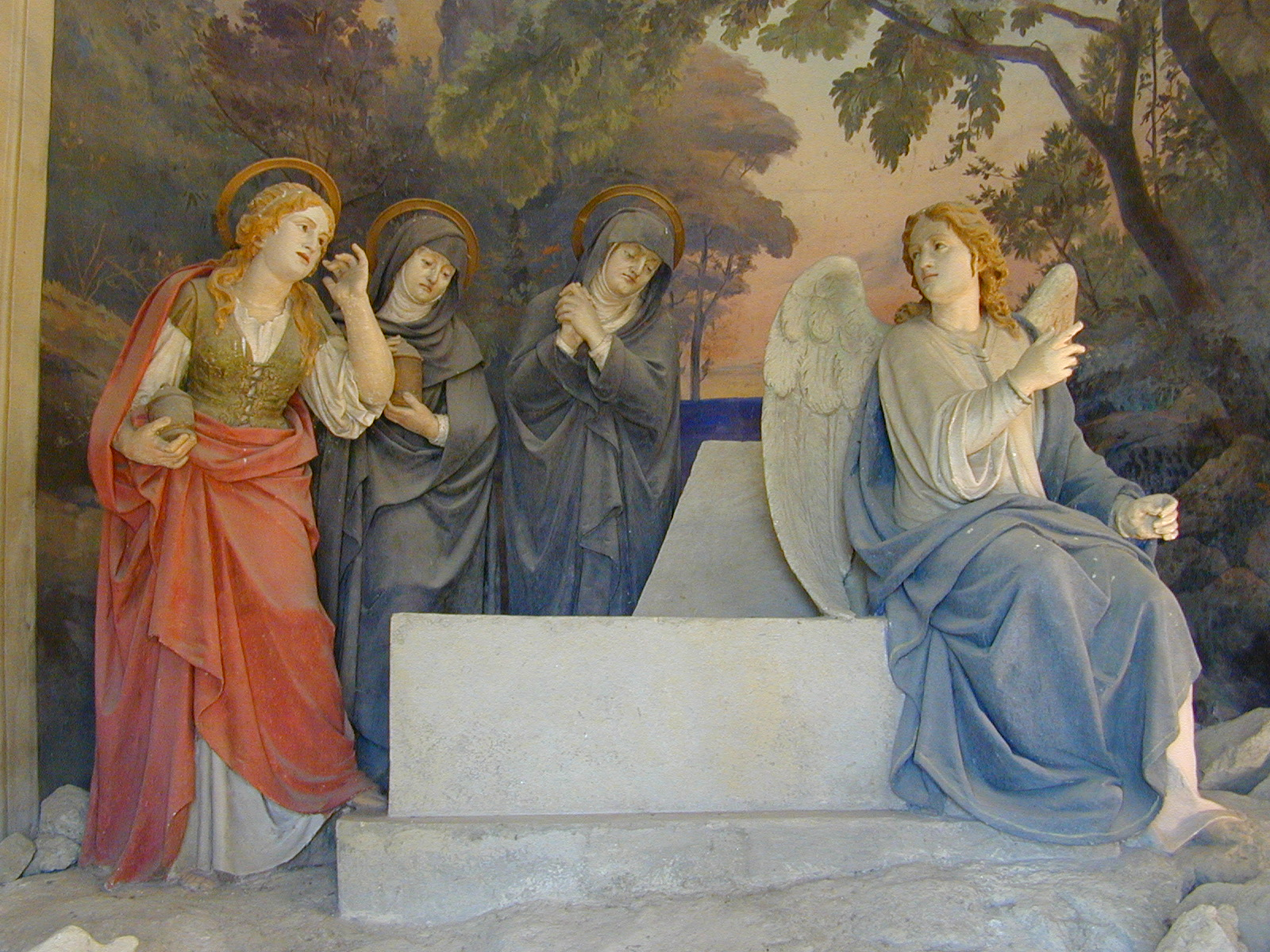
Sacro Monte di Crea Cappella 19 (La Resurrezione)
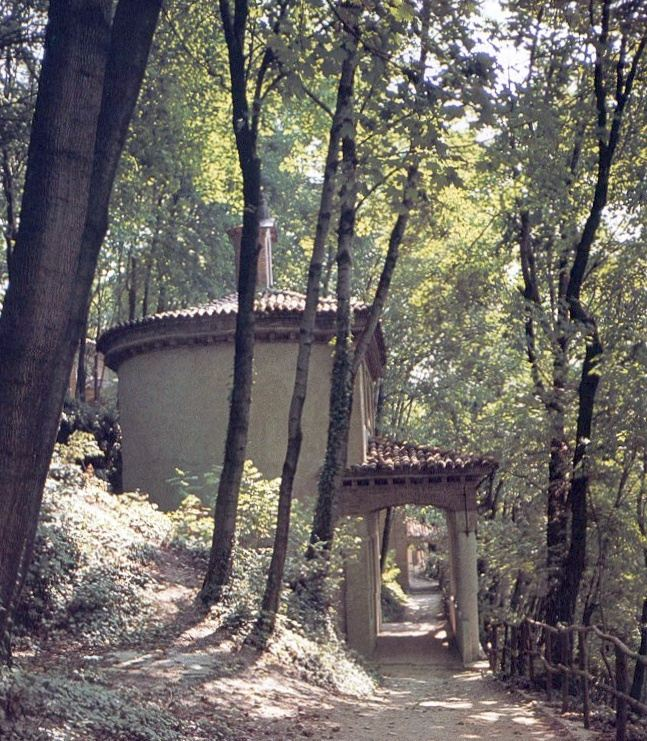
Sacro Monte di Crea Una cappella nel parco